# Catalauni
I Catalauni erano un popolo gallico della Gallia belgica, attestato nella regione di Châlons-en-Champagne.
Potrebbero  essere collegati ai Catuvellauni, tribù celtica/belgica del sud-est della Britannia prima della conquista romana.